# Ooencyrtus vertumnus
Ooencyrtus vertumnus är en stekelart som beskrevs av Huang och John S. Noyes 1994. Ooencyrtus vertumnus ingår i släktet Ooencyrtus och familjen sköldlussteklar. Inga underarter finns listade i Catalogue of Life.